# Walter Seubert

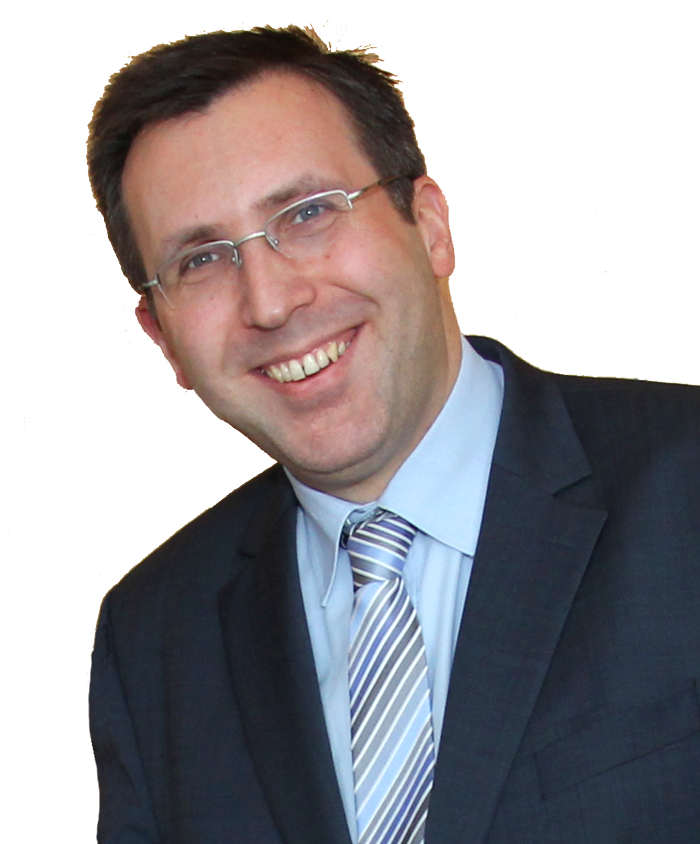
Walter Seubert

Walter Seubert (* 8. März 1974 in Frankfurt am Main) ist ein deutscher Verwaltungsjurist. Er ist seit 2022 Präsident der Hessischen Hochschule für öffentliches Management und Sicherheit (HöMS), zuvor leitete er bereits seit November 2020 die Vorgängereinrichtung Hochschule für Polizei und Verwaltung (HfPV). Von 2015 bis 2020 war er Vizepräsident des Polizeipräsidiums Frankfurt am Main.

## Leben
Seubert machte sein Abitur 1993 an der Liebigschule in Frankfurt am Main und studierte anschließend Jura an der Goethe-Universität Frankfurt. Sein erstes Staatsexamen legte er 1998 ab, sein zweites Staatsexamen 2001. Die Dissertation zum Thema Die Brüsseler Verständigung zu Anstaltslast und Gewährträgerhaftung – Eine Betrachtung aus mitgliedstaatlicher und europarechtlicher Sicht, zur Strukturveränderung von Landesbanken und Sparkassen, schrieb er 2004.
Seubert ist seit 2003 Beamter (Regierungsoberrat) in der Hessischen Landesverwaltung. Nach eigenen Angaben nahm er an einem 30-monatigen Trainee-Programm teil, das ihn zum Regierungspräsidium Darmstadt führte, zu Landratsämtern und in das Hessische Innenministerium. Anschließend blieb er zweieinhalb Jahre im Personalreferat des Hessischen Landespolizeipräsidiums, um dann Leiter des Referats für Verfassungsschutz im Hessischen Innenministerium zu werden.
Von Juli 2007 bis Januar 2010 leitete Seubert das Referat für den Verfassungsschutz im Hessischen Innenministerium.

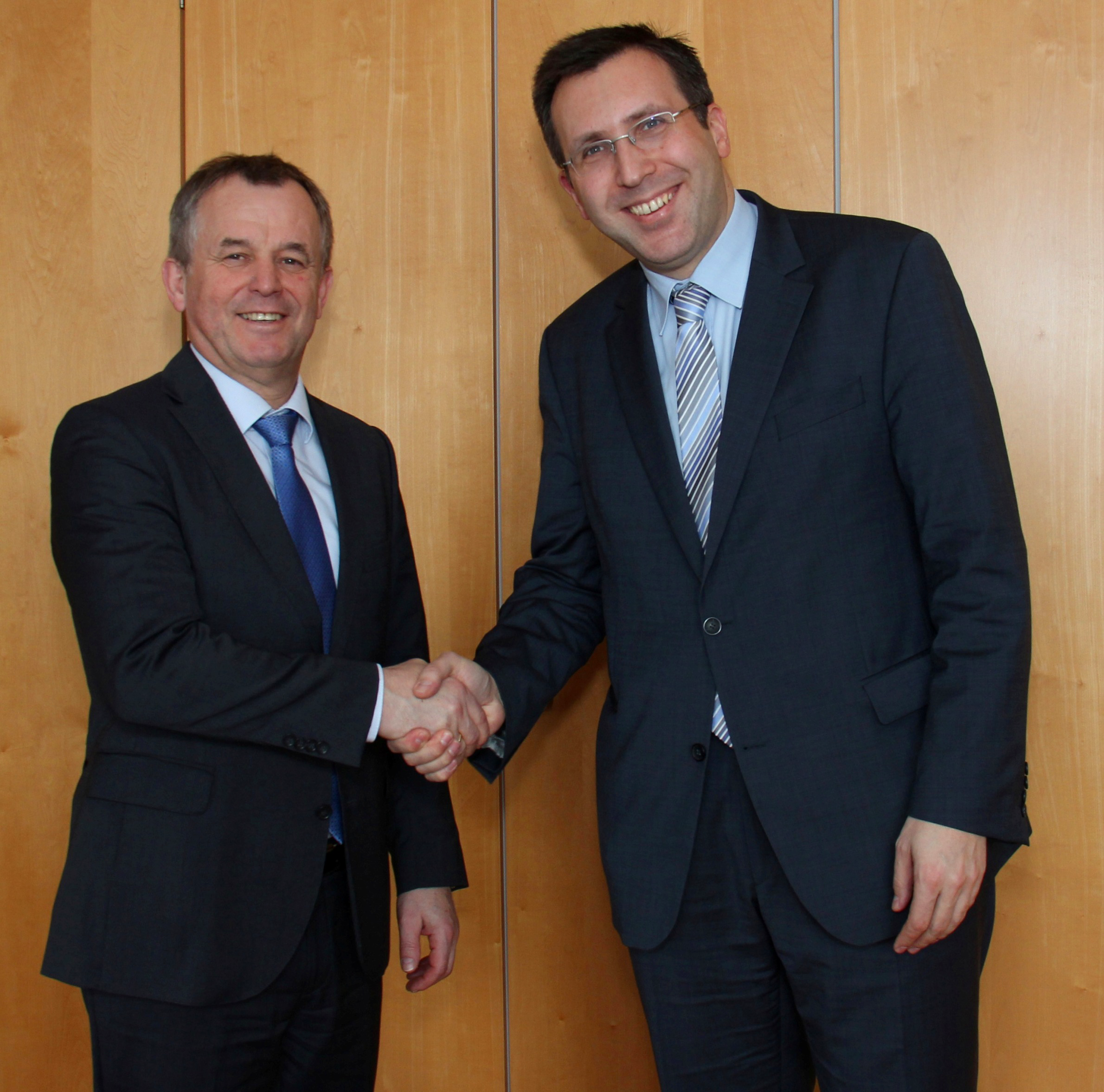
Polizeivizepräsident Walter Seubert bei der Amtseinführung mit Polizeipräsident Gerhard Bereswill

Im Februar 2010 wurde er Kanzler der Verwaltungsfachhochschule in Wiesbaden. Im Februar 2012 wechselte er wieder in das Hessische Innenministerium, nun als Leiter des Personalreferats im Landespolizeipräsidium.
Von Februar 2015 bis November 2020 war er Vizepräsident der Polizei von Frankfurt am Main.
Er wohnt in Frankfurt-Kalbach, ist verheiratet, hat drei Kinder und gehört der römisch-katholischen Kirche an. Von 2001 bis 2003 war er selbstständiger Rechtsanwalt.

## Politischer Werdegang
Seubert ist seit 1991 politisch aktiv. Er war ab 1996 stellvertretender Kreisvorsitzender der Jungen Union Frankfurt. 1994 wurde er stellvertretender Vorsitzender der CDU Praunheim/Westhausen, ab 2007 bis 2013 Vorsitzender der CDU Praunheim/Westhausen. Während dieser Zeit war er 1997 bis 2001 Mitglied der CDU-Fraktion im Ortsbeirat 7; 1998 bis 2001 als Fraktionsvorsitzender. Gleichzeitig war er von 1998 bis 2004 Mitglied im Kreisvorstand der CDU Frankfurt. Außerdem war er Mitglied der Stadtverordnetenversammlung Frankfurt am Main seit 2001. Er ist Rechts- und Sicherheitspolitischer Sprecher der CDU-Stadtverordnetenfraktion. Seubert ist Beisitzer im Vorstand der CDU-Mittelstandsvereinigung des CDU-Kreisverbands Frankfurt am Main.
Damit gehört er eher zum rechten Flügel der CDU in Frankfurt am Main. 2003 zitiert ihn faz.net zu homosexuellen Lebenspartnerschaften: „Walter Seubert, CDU-Stadtverordneter und praktizierender Katholik, wendet sich strikt gegen ein ‚Anweisungsverhältnis‘ zwischen Kirche und Politik, teilt aber die Ablehnung homosexueller Lebenspartnerschaften durch seine Kirche. Er sieht die Gefahr, daß die Institution der Ehe aufgeweicht wird.“ Als Vizepräsident der Polizei machte Seubert 2016 deutlich, dass „die hessische Polizei als Abbild der Gesellschaft eine vielfältige Polizei“ sei, in der „Diskriminierung und herabsetzendes Verhalten keine Akzeptanz“ finde.

### Polizeipräsidium Frankfurt
Seubert wurde am 3. Februar 2015 in das Amt des Vizepräsidenten der Polizei Frankfurt am Main durch Gerhard Bereswill eingeführt. Die Berufung durch das Hessische Innenministerium wurde von Polizeigewerkschaften, Deutschen Polizeigewerkschaft (DPolG), dem Sicherheitsdezernenten der Stadt Frankfurt (Markus Frank (CDU)) und der Vorsitzenden des Sicherheitsausschusses der Stadt Frankfurt (Ursula Busch (SPD)) begrüßt. Diese Stelle hatte er bis November 2020 inne.
Der Schutzmann vor Ort wurde als Person in verschiedenen Stadtteilen durch Seubert der Öffentlichkeit vorgestellt.

### Landesverwendung in der Polizei
Mitte November 2020 wurde er Fachbereichsleiter Polizei und kommissarischer Rektor der Hessischen Hochschule für Polizei und Verwaltung (HfPV). Zugleich wurde er mit der Gründung der Hessischen Hochschule für öffentliches Management und Sicherheit (HöMS) beauftragt, in der die bisherige HfPV mit der hessischen Polizeiakademie und der Zentralen Fortbildung Hessen zusammengeführt wurde. Die HöMS wurde am 16. Sep. 2022 eröffnet und Seubert in das Amt ihres Präsidenten eingeführt.

### Sonstige Ämter
Er ist ehrenamtlicher Vorsitzender des Deutschen Roten Kreuzes (DRK) Bezirksverband Frankfurt am Main seit 2023. Sein Vorgänger war Achim Vandreike.